# Rianne Sigmond
Rianne Sigmondo (ur. 2 maja 1984 w Schiedam) – holenderska wioślarka.

## Osiągnięcia
- Mistrzostwa Świata – Poznań 2009 – dwójka podwójna wagi lekkiej – 9. miejsce[1].
- Mistrzostwa Europy – Montemor-o-Velho 2010 – dwójka podwójna wagi lekkiej – 9. miejsce[1].